# Demonen (opera)

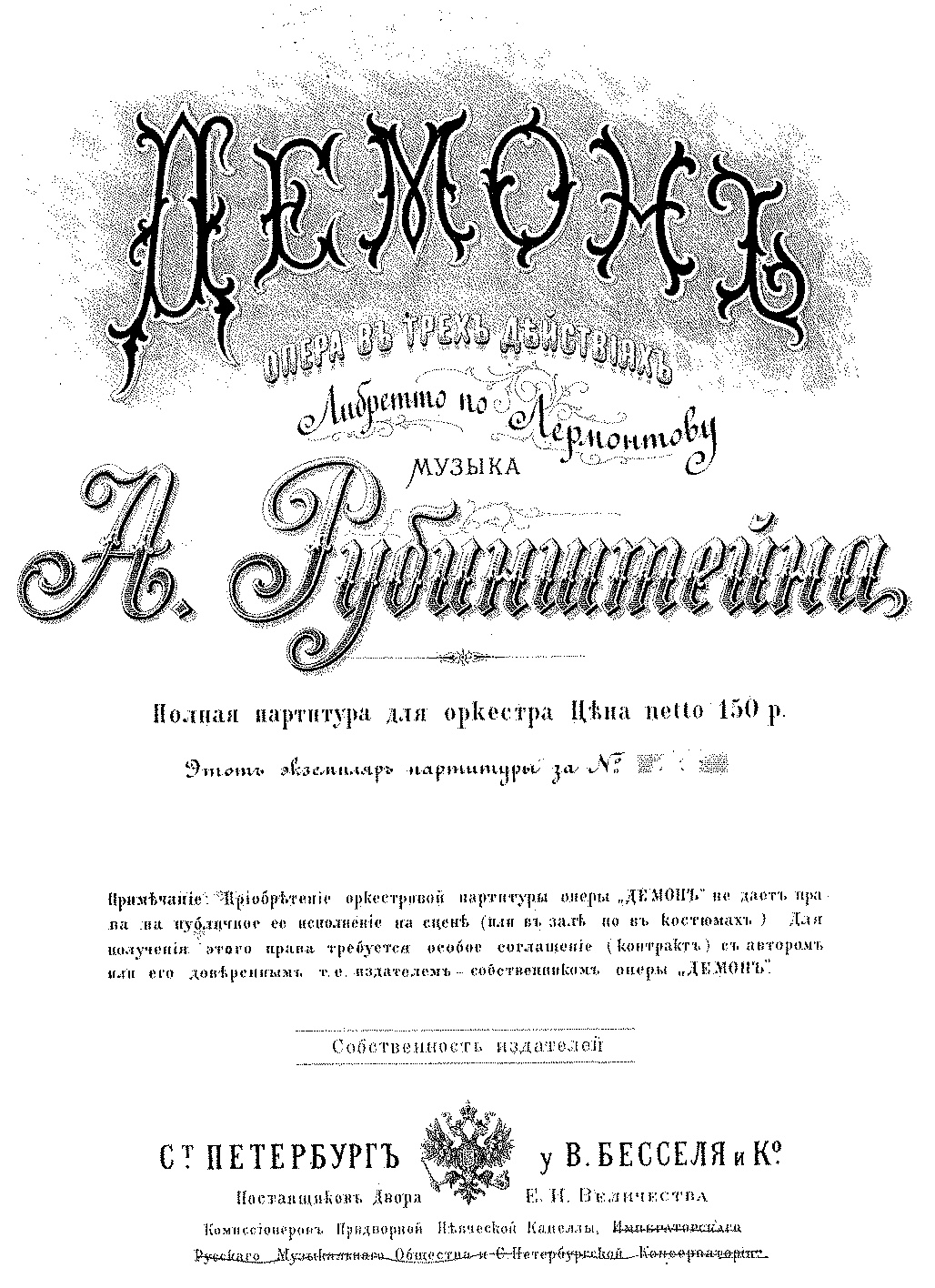
Librettots titelsida.

Demonen (Ryska: Демон) är en rysk opera i tre akter med musik av Anton Rubinstein och libretto av Pavel Viskovatov efter Michail Lermontovs dikt med samma namn (1839–1841).

## Historia
Operan hade premiär den 13 januari 1873 på Mariinskijteatern i Sankt Petersburg under ledning av Eduard Nápravník.
Slutscenen i Tamaras klostercell gjorde ett stort intryck på Rubinsteins elev Pjotr Tjajkovskij. Mötet mellan Demonen och Tamara innehåller både musikaliska och dramatiska element som skulle återkomma i Tjajkovskijs bästa operor. Tatjana och Onegin ( i Eugen Onegin) är musikaliska ättlingar till Tamara och Demonen, och det finns en påtaglig parallell mellan scenen där Tamara sjunger innan Demonen klättrar in i hennes cell och Spader dam där Lisa besjunger natten innan Herman klättrar in i hennes rum.

## Personer
- Prins Gudal (bas)
- Tamara, hans dotter (sopran)
- Tamaras amma (kontraalt)
- Prins Sinodal, Tamaras förlovade (tenor)
- Sinodala tjänare (bas)
- En budbärare (tenor)
- Demonen (basbaryton)
- Ängeln (kontraalt)

## Handling
Andar från helvetet, jorden och himlen introducerar Demonen. En ängel varnar honom för att vidröra något himmelskt men Demonen är inte rädd och ber ängeln att vakta sig. Demonen ser prins Gudals dotter Tamara och närmar sig henne. Hon är förlovad med prins Sinodal som närmar sig med sin karavan men Demonen ser till att han omringas av tartarer och dödas. I prins Gudals slott inväntar alla den blivande brudgummen men det är endast hans lik som kommer. Demonen viskar till den förtvivlade Tamara och hennes svar får de övriga att misstänka att hon har förlorat förståndet. Hon ber att få bli nunna. Väl i klostret uppenbarar sig Demonen i hennes cell och frestar henne. Men när morgonen gryr åkallar hon Gud och dör. Demonen förvisas till helvetet och ängeln för upp Tamara till himmeln. 